# Sky Scottish
A Sky Scottish egy rövid itőtartamú műholdas televíziós csatorna volt, mely 1996. november 1 és 1998. május 31-ig sugárzott analóg rendszerben.

## Története
A BskyB és az ITV franchise a Scottish Televízió tulajdonsai az SMG plc (ma STV Group plc) közös vállalkozása lévén létrejött csatorna a Skócián kívül élő skótokat célozta meg műsoraival, akik egyébként nem lennének képesek skót műsorokat, televíziós csatornákat nézni, úgy mint a Skót Televízió, vagy Gramian Television, illetve a BBC Scotland. A csatorna 18:00 és 20:00 között sugárzott.

## Műsorai
A csatorna főbb programjai közé tartozott a Skót Televízió regionális hírprogramjának, a Scotland Today és az 1994-es Take the High Road epizódjainak extra kiadása. A Celtic FC 1997-es előszezonbeli barátságos mérkőzést ezen a csatornán mutatták be. Ennek eredményeképpen a Scotsport is megjelent a csatornán, mint a The Fottball Show része, melyet Jim Delahunt és Peter McGuire mutatta be.

## Megszűnésének okai
Annak ellenére, hogy a BSkyB és az SMG hétéves szerződést kötöttek, a Sky Skot 18 hónap után megszüntette a sugárzást. A bezárást azzal magyarázták, hogy a csatorna nem teljesítette az előírt pénzügyi céljait. A  jelentések szerint az Ibrox Club Hour és a Celtic Park Hour, a Rangers és a Kelta labdarúgó klubokkal kapcsolatos programok több mint 10.000 nézőt vonzottak a képernyők elé.
Donald Emslie úgy jellemezte a csatorna megszűnését, hogy a szolgáltatás egy értékes tanulási élmény volt a cég számára. Az SMG pénzügyi igazgatója Gary Hughes kijelentette, hogy nagyon nehéz Skócián kívül szólni a skót emberekhez, valamint, hogy több "otthoni" programot szeretnének látni.